# Lysosome
Lysosome (đọc là lyzôxôm, trước kia còn được gọi là tiêu thể) là một bào quan của các tế bào nhân thực. Chúng là nơi sản xuất enzyme mạnh hỗ trợ cho sự tiêu hóa và sự bài tiết các chất và những bào quan đã bị hư hỏng. Chúng được tạo ra ở bộ máy Golgi. Ở mức pH= 4.8, nên môi trường bên trong của tiêu thể axít hơn bào tương (pH 7). Màng đơn tiêu thể giúp ổn định pH thấp nhờ vào hệ thống bơm proton (H+) từ bào tương vào, và đồng thời bảo vệ bào tương và các thành phần khác của tế bào khỏi tác dụng của enzyme phân hủy trong bào tương. Các men tiêu hóa cần môi trường axít để hoạt động được đảm bảo chính xác. Tất cả các men này được tạo ra ở mạng lưới nội chất, và được vận chuyển và xử lý ở bộ máy Golgi. Bộ máy Golgi tạo ra các tiêu thể nhờ vào các chồi của bộ máy Golgi. Có 2 loại lysosome là lysosome I ( có nguồn gốc từ bộ máy golgi ) lysosome II ( có nguồn gốc từ sự nhân đôi lysosome )
Các enzyme quan trọng nhất trong tiêu thể là:
- Lipase, có tác dụng phân hủy mỡ
- Carbohydrase, có tác dụng phân hủy carbohydrate (ví dụ như đường)
- Protease, có tác dụng phân hủy protein
- Nuclease, có tác dụng phân hủy axít nhân

Các tiêu thể được sử dụng cho tiêu hủy các đại phân tử qua quá trình thực bào (sự tiêu hóa của các tế bào), từ quá trình tái sử dụng của chính các tế bào (ở đó các thành phần già nua ví dụ như ty thể hư hỏng được phân hủy liên tục và được thay thế bằng các thành phần mới, các protein của các thụ thể cũng được tái sử dụng), và đối với quá trình tế bào chết do tự thực bào, một dạng của quá trình chết được lập trình (hay quá trình tự hủy được lập trình của tế bào), có nghĩa là tế bào tự tiêu hóa lấy chúng.
Các tiêu thể chứa chất phế thải, chất độc, chất dự trữ, chứa muối khoáng, tham gia vào vận chuyển nước, có chức năng nữa là tiêu hoá và co bóp
Các chức năng khác bao gồm tiêu hóa vi khuẩn là thâm nhập vào tế bào và giúp sửa chữa các tổn thương của màng bào tương nhờ vào sử dụng các mãnh vá màng tế bào, hàn gắn vết thương. Tiêu thể còn có thể phân cắt nhanh chóng các đại phân tử để sử dụng dễ dàng hơn.
Có nhiều bệnh lý gây ra rối loạn chức năng của tiêu thể hay một trong các protein tiêu hóa của chúng, ví dụ như bệnh Tay-Sachs, hay bệnh Pompe. Chúng được tạo ra bởi hư hỏng hay mất đi protein tiêu hóa, dẫn đến tích lũy các chất trong tế bào, và hậu quả là chuyển hóa tế bào bị hư hỏng. Một cách tổng quát, chúng được phân loại như các bệnh lý mucopolysaccharidosis, GM2 gangliosidosis, các rối loạn về lưu trữ chất béo, glycoproteinosis, mucolipidosis, hay leukodystrophy.
Mức độ pH hằng định ở 4,8 được duy trì nhờ vào bơm ion hydro và bơm ion clo.

## Hình ảnh